# Cuestión de Schleswig-Holstein

La península de Jutlandia. Holstein se muestra en color amarillo limón, Schleswig del Sur en naranja y Schleswig del Norte en rojo y la otra parte danesa de Jutlandia, en terracota

El asunto de Schleswig-Holstein se refiere a un conjunto de cuestiones diplomáticas y de otros temas que surgieron en el siglo XIX de las relaciones entre los ducados de Schleswig y Holstein con la corona danesa y la Confederación Alemana. Schleswig formaba parte de Dinamarca durante la época de los vikingos, y se convirtió en un ducado danés en el siglo XII. Dinamarca trató de reintegrar el ducado de Schleswig al reino danés en varias ocasiones. 
El 27 de marzo de 1848, Federico VII de Dinamarca anunció al pueblo de Schleswig la promulgación de una constitución liberal bajo la cual el ducado, preservando su autonomía local, se convertiría en parte integrante de Dinamarca. Esto condujo a una revuelta iniciada por la amplia mayoría de habitantes alemanes de Schleswig-Holstein, con el objetivo de mantenerse independientes de Dinamarca y de una estrecha colaboración con la Confederación Alemana. La intervención militar del Reino de Prusia apoyó la sublevación: el ejército de Dinamarca expulsó a las tropas prusianas de Schleswig-Holstein, en la primera guerra de Schleswig 1848-1851. El segundo intento de integrar el ducado de Schleswig al reino danés, debido a la firma de la Constitución de noviembre por el rey Cristián IX de Dinamarca, fue visto como una violación de los Protocolos de Londres.
A pesar de que Schleswig, Holstein y Dinamarca, habían tenido todos el mismo gobierno hereditario durante algunos siglos, las reglas de herencia no eran exactamente las mismas. Los ducados de Schleswig y Holstein fueron heredados bajo la ley sálica, que ignoraba a las mujeres: el Reino de Dinamarca tenía una ley de herencia ligeramente diferente que incluía herederos varones que heredaban a través de la línea femenina. En el siglo XIX, esta ligera diferencia en el derecho de herencia significaba que cuando el rey Federico VII de Dinamarca muriera sin hijos, el Reino de Dinamarca sería separado de los ducados de Schleswig y Holstein, ya que dos personas diferentes heredarían el reino y los ducados. Esto ocurrió finalmente tras la muerte de Federico en 1863.
La cuestión central era si el ducado de Schleswig era o no parte integrante de los dominios de la corona danesa, ya que había estado asociado con la monarquía danesa durante siglos, o si Schleswig, junto con Holstein, debería convertirse en una parte independiente de la Confederación Alemana. Schleswig sí era un feudo de Dinamarca, como el ducado de Holstein fue un feudo alemán y por lo tanto parte de la Confederación Alemana con el rey danés como duque. Se trataba de la crisis planteada por la muerte del último heredero varón común a Dinamarca y los dos ducados, en cuanto a la sucesión correcta de los ducados, y las cuestiones constitucionales que surgían de las relaciones de los ducados con la corona danesa, entre sí, y las de Holstein con la Confederación Alemana.
La Segunda Guerra de Schleswig resolvió el asunto de Schleswig-Holstein obligando al rey de Dinamarca a renunciar el 1 de agosto de 1864, a todos sus derechos en los ducados en favor del emperador Francisco José I de Austria y el rey Guillermo I de Prusia. En virtud del artículo XIX del Tratado de Viena, firmado el 30 de octubre de 1864, se permitió un período de seis años durante el cual los habitantes de los ducados podrían optar por la nacionalidad danesa y la transferencia de sí mismos y sus bienes a Dinamarca. En la guerra austro-prusiana de 1866, Prusia le quitó Holstein a Austria y los ducados posteriormente se convirtieron en la provincia de Schleswig-Holstein.

## Plebiscitos
Gran parte de la historia de Schleswig-Holstein tiene una relación con este asunto. Después de la derrota de Alemania en la Primera Guerra Mundial, el área con la mayoría de su población danesa, en el norte de Schleswig, se unificó finalmente con Dinamarca después de dos plebiscitos organizados por las potencias aliadas. Una pequeña minoría de origen alemán aún vive en el norte de Schleswig.